# Auxerrois
Auxerrois ist eine Weißweinsorte mit geringer Verbreitung und Bedeutung in Frankreich (Elsass), Luxemburg und Deutschland (Obermosel, Pfalz, Kraichgau). Die Sorte entstand aus einer natürlichen Kreuzung von Heunisch und Pinot. Der Wein erinnert an Weißburgunder, ist im Vergleich zu ihm jedoch bukettreicher, fruchtiger und hat weniger Säure.

## Herkunft
Laut einer Geschichte aus dem dreizehnten Jahrhundert La Borgoise d'Orliens, soll die Sorte aus dem Elsass oder aus Lothringen stammen, wo deren Name erwähnt wird. Der Name Auxerrois wurde aber auch für andere Sorten wie Pinot Blanc, Pinot Gris und Chardonnay verwendet. Dieser geschichtliche Hinweis in einer Fabel ist eine sehr unsichere Quellenangabe. Der früheste Hinweis aus zuverlässiger Quelle erschien im Jahre 1816 an der Mosel: „les espèces de raisins de grosse race sont beaucoup moins bonnes que nos maurillons, nos francs-pineaux, nos meûniers et nos auxerrois“ (dt. „die großrassigen Traubenarten sind viel schlechter als unsere Maurillons, Francs-pineaux, Meûniers und Auxerrois“).
Der Name ist wahrscheinlich von der französischen Grafschaft Auxerre abgeleitet.

## Abstammung
Auxerrois ist eine natürliche Kreuzung von Heunisch × Pinot. Sie zählt zur Gruppe der Burgundersorten.
Bei DNA-Analysen stellte sich im Jahr 1999 heraus, dass die Sorten Aligoté, Aubin Vert, Auxerrois, Bachet Noir, Beaunoir, Chardonnay, Dameron Franc Noir de la Haute Saône (oder auch kurz Dameron), Gamay Blanc Gloriod, Gamay, Knipperlé, Melon de Bourgogne, Peurion, Romorantin, Roublot und Sacy alle aus spontanen Kreuzungen zwischen Pinot und Heunisch (=Gouais Blanc) entstanden. Da die genetischen Unterschiede zwischen Pinot Blanc, Pinot Gris und Pinot Noir äußerst gering sind, liegt eine genaue Spezifizierung des Pinot-Typs noch nicht vor.
Der Erfolg dieser spontanen Kreuzung wird dadurch erklärt, dass die beiden Elternsorten genetisch gesehen grundverschieden sind. Während die Sorten der Pinot-Familie vermutlich aus dem Burgund stammen, wurde der Heunisch aus östlich oder südlich gelegenen Ländern gebracht. In den Weingärten des Burgunds und der südlichen Champagne standen beide Sorten während einiger Jahrhunderte im Gemischten Satz.

## Ampelografische Merkmale
Im Aussehen ist die Sorte dem Weißen Burgunder und Chardonnay sehr ähnlich. Unterschiede im Blatt, Stielbucht und Traube von Chardonnay, Pinot Blanc und Auxerrois:

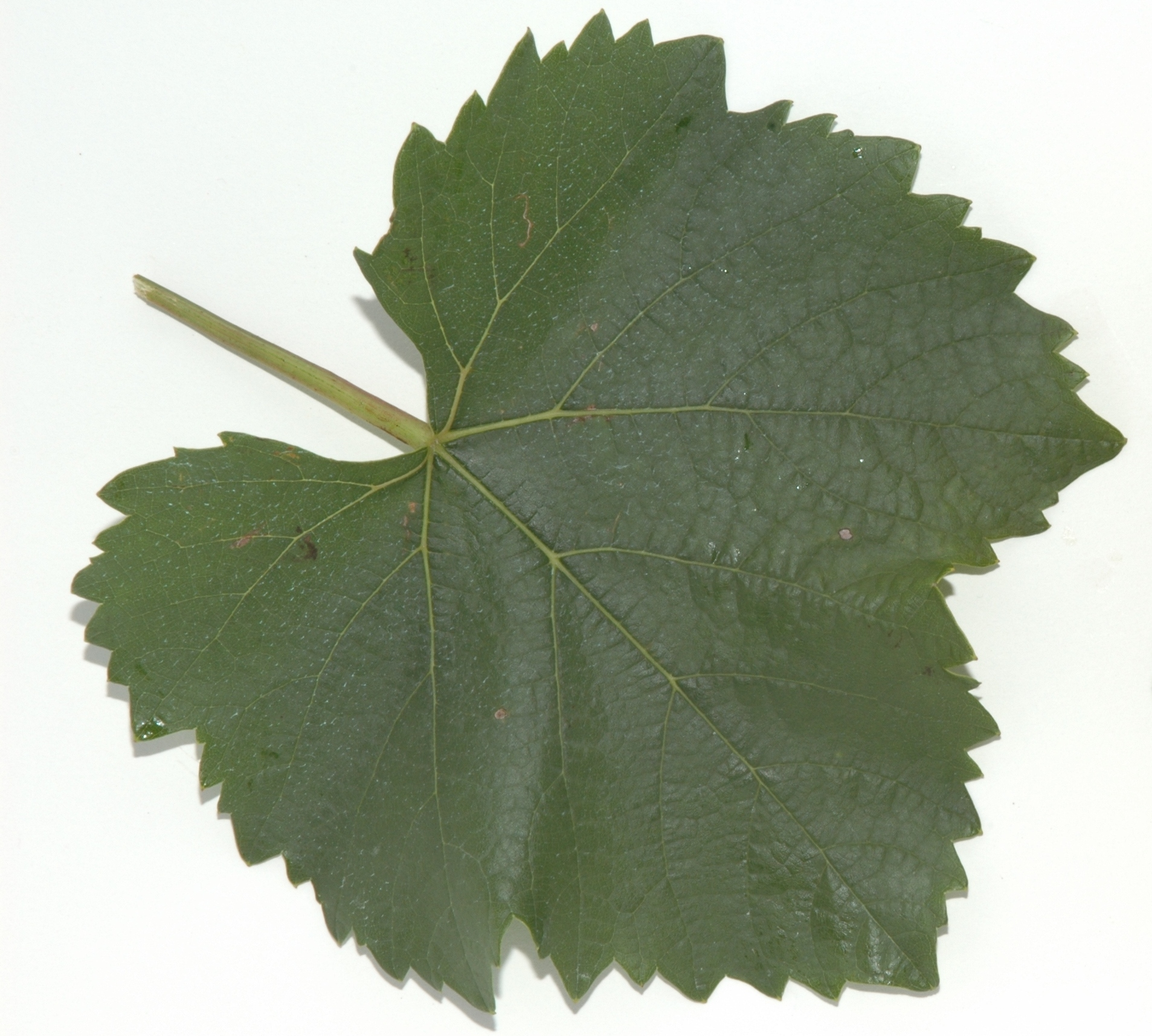
Blatt – Auxerrois
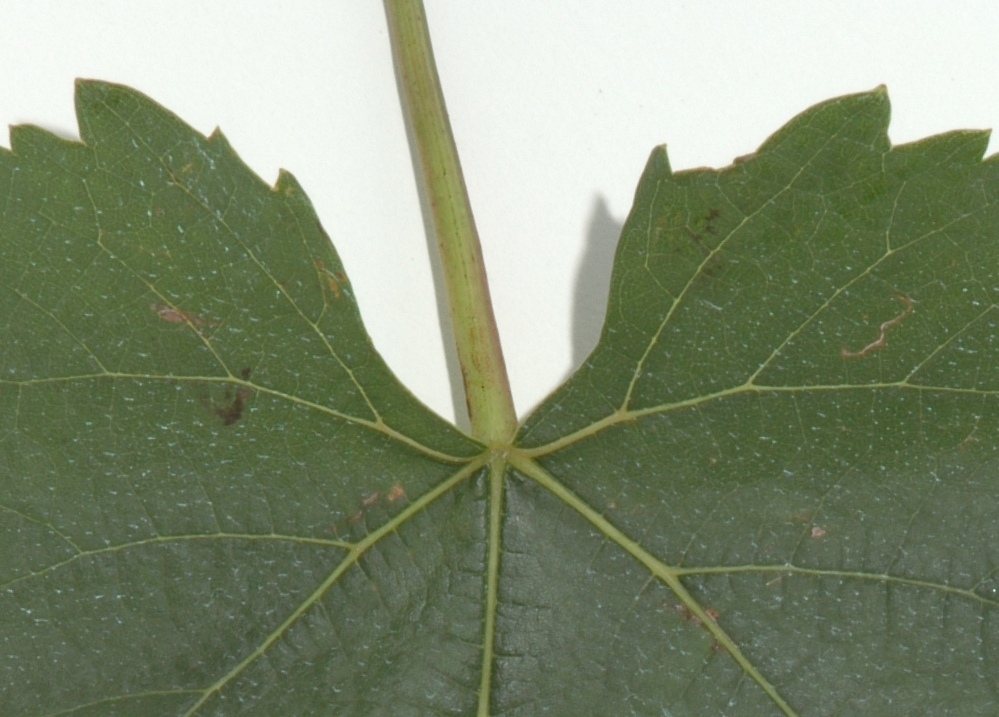
Stielbucht – Auxerrois
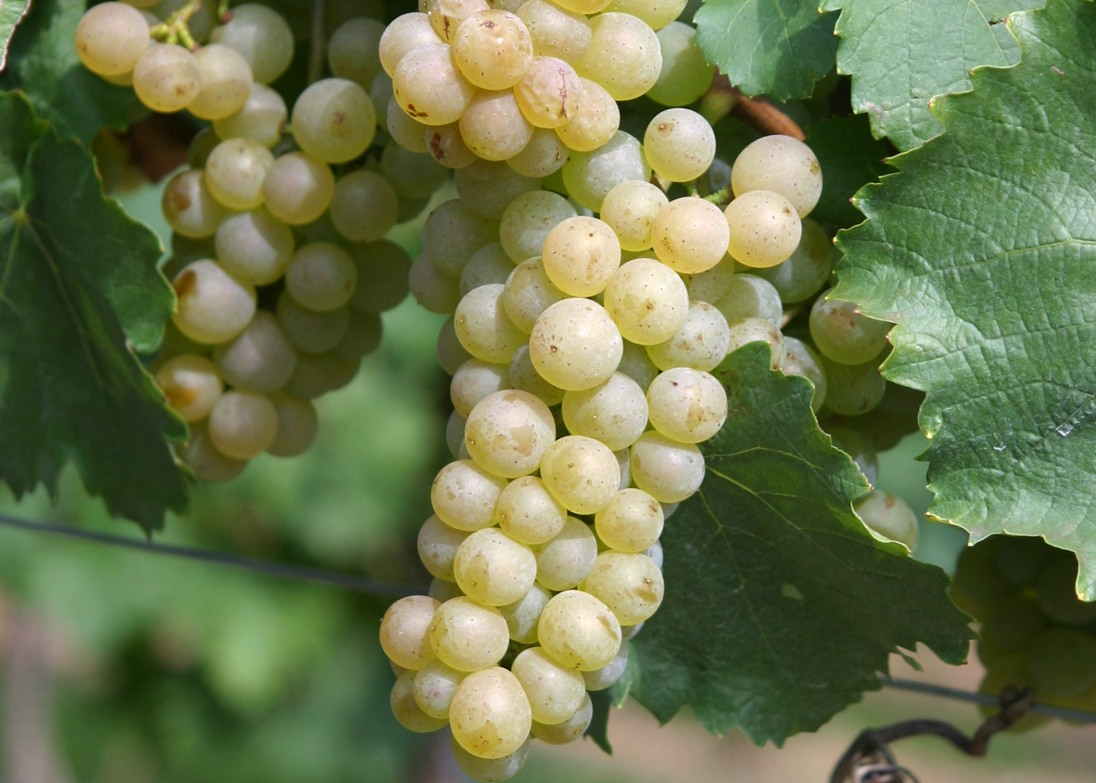
Trauben – Auxerrois
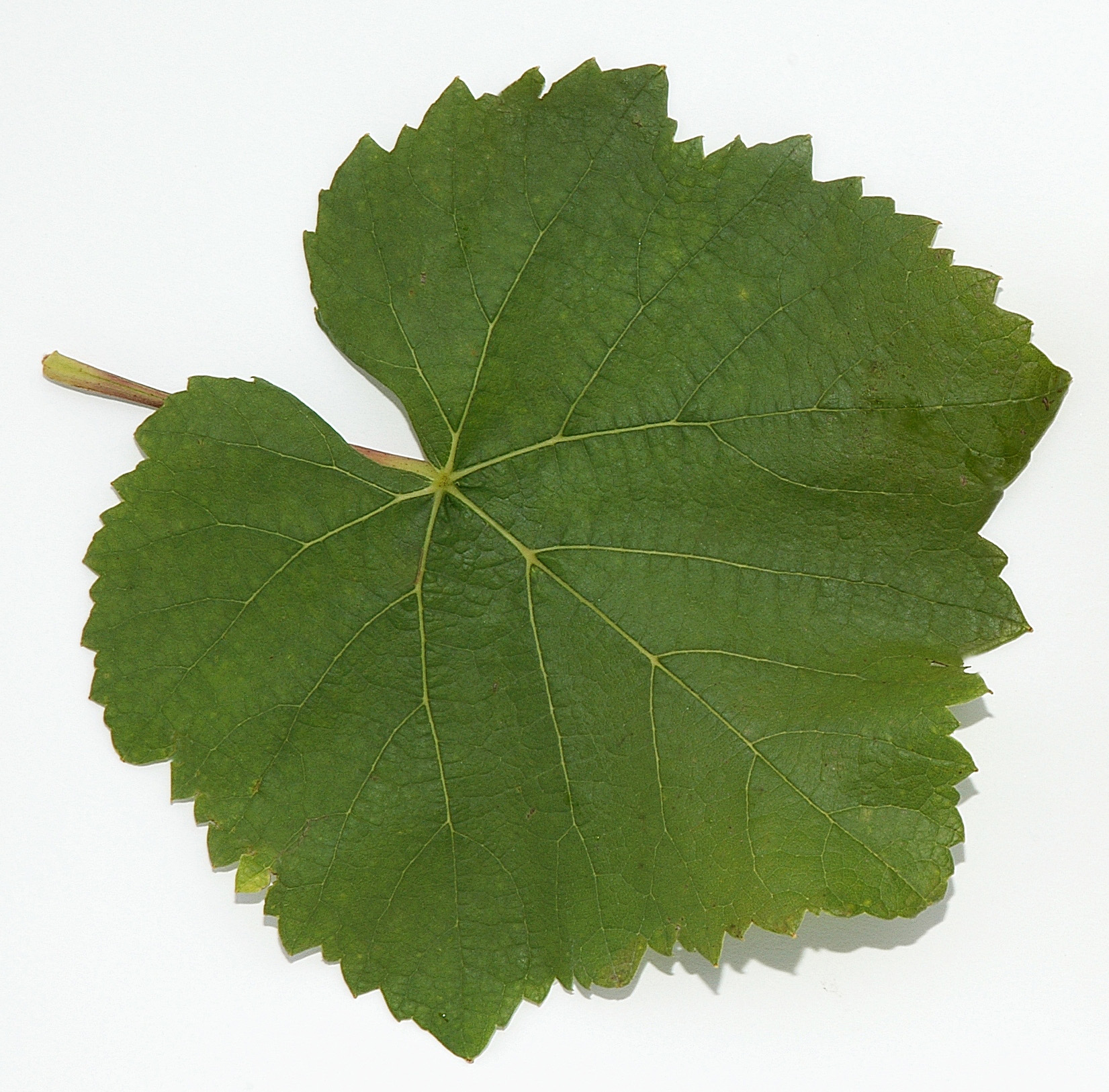
Blatt – Pinot Blanc
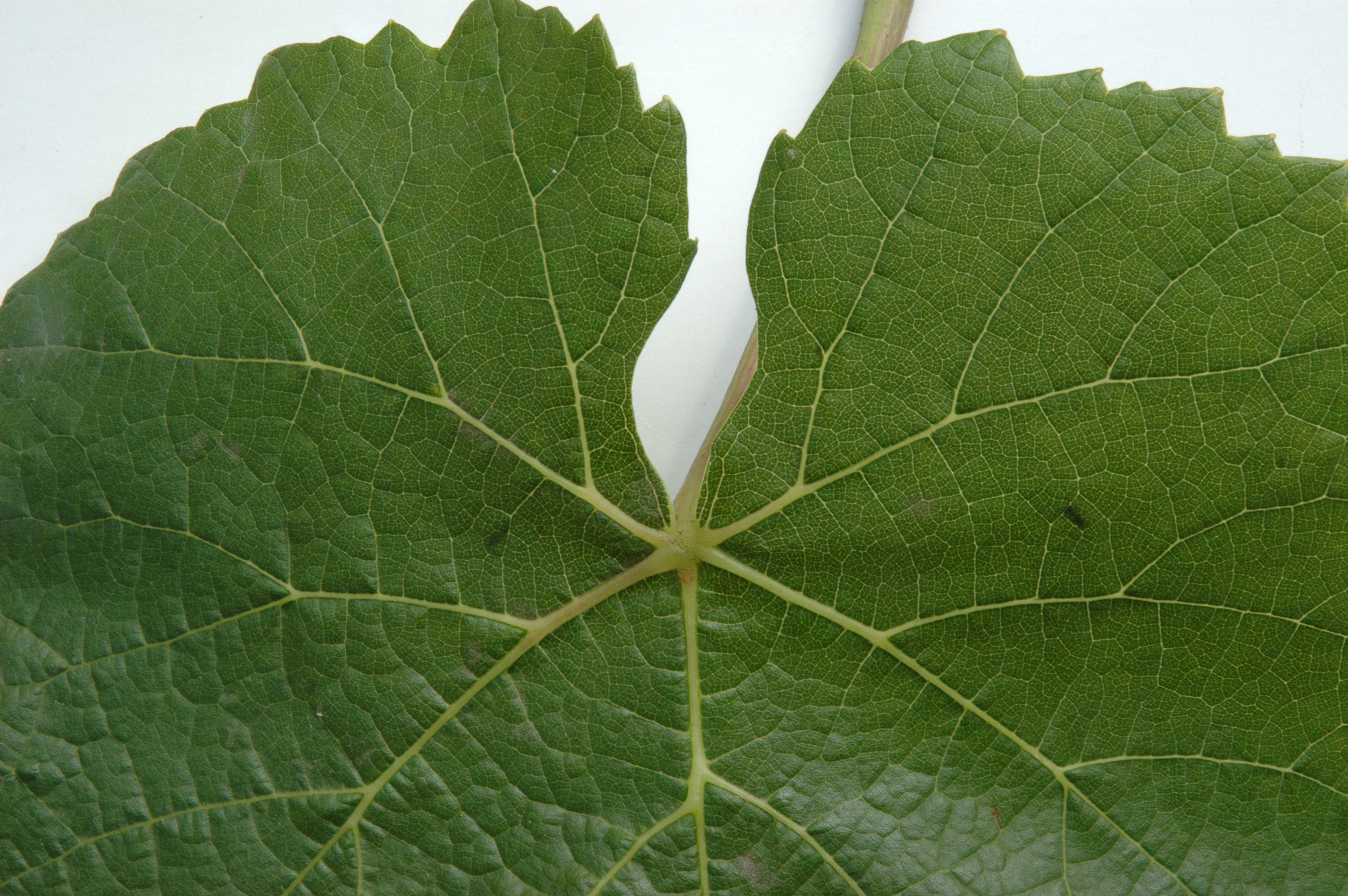
Stielbuch mit V-förmiger Basis und leicht überlappend – Pinot Blanc
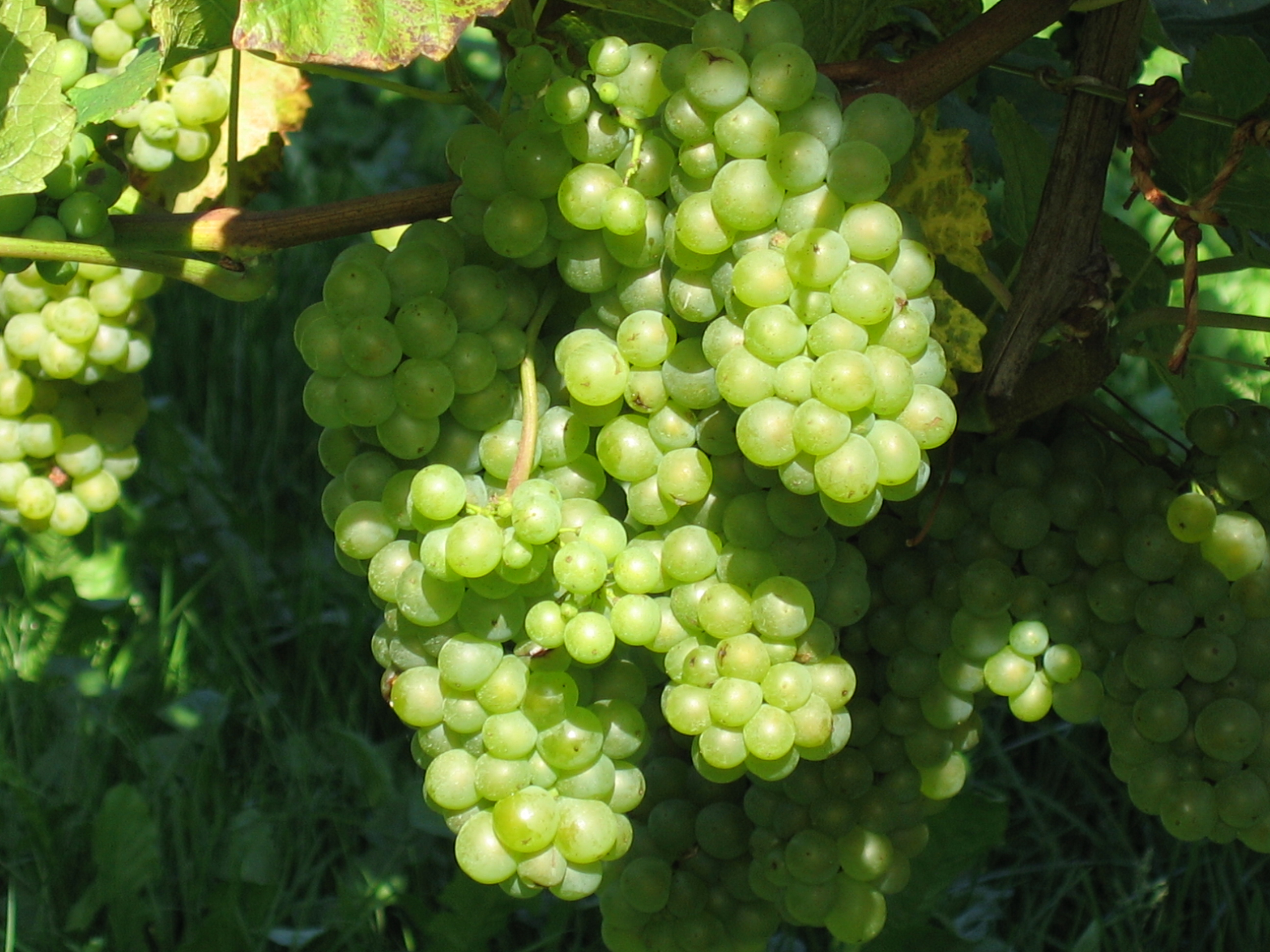
Trauben – Pinot Blanc
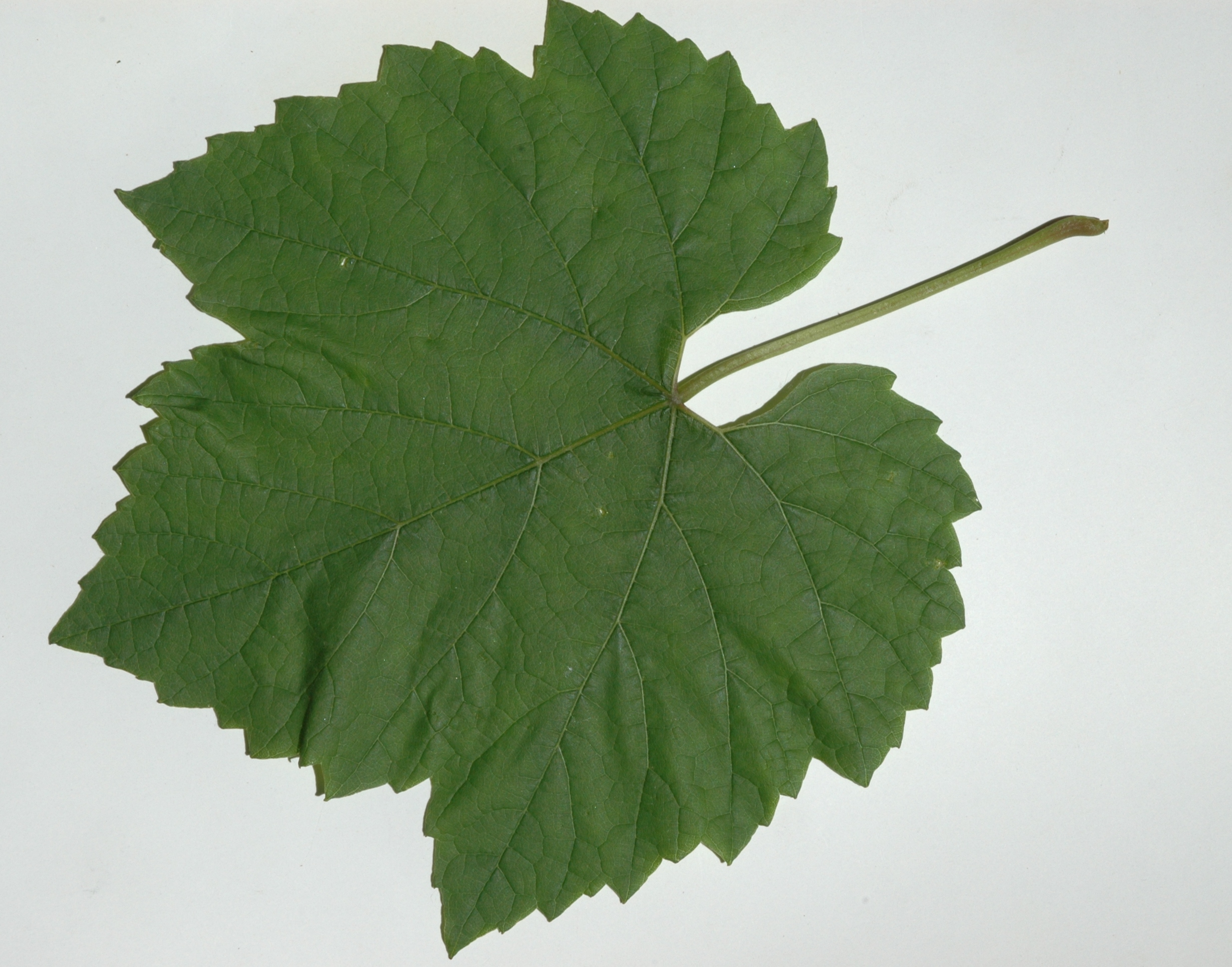
Blatt – Chardonnay
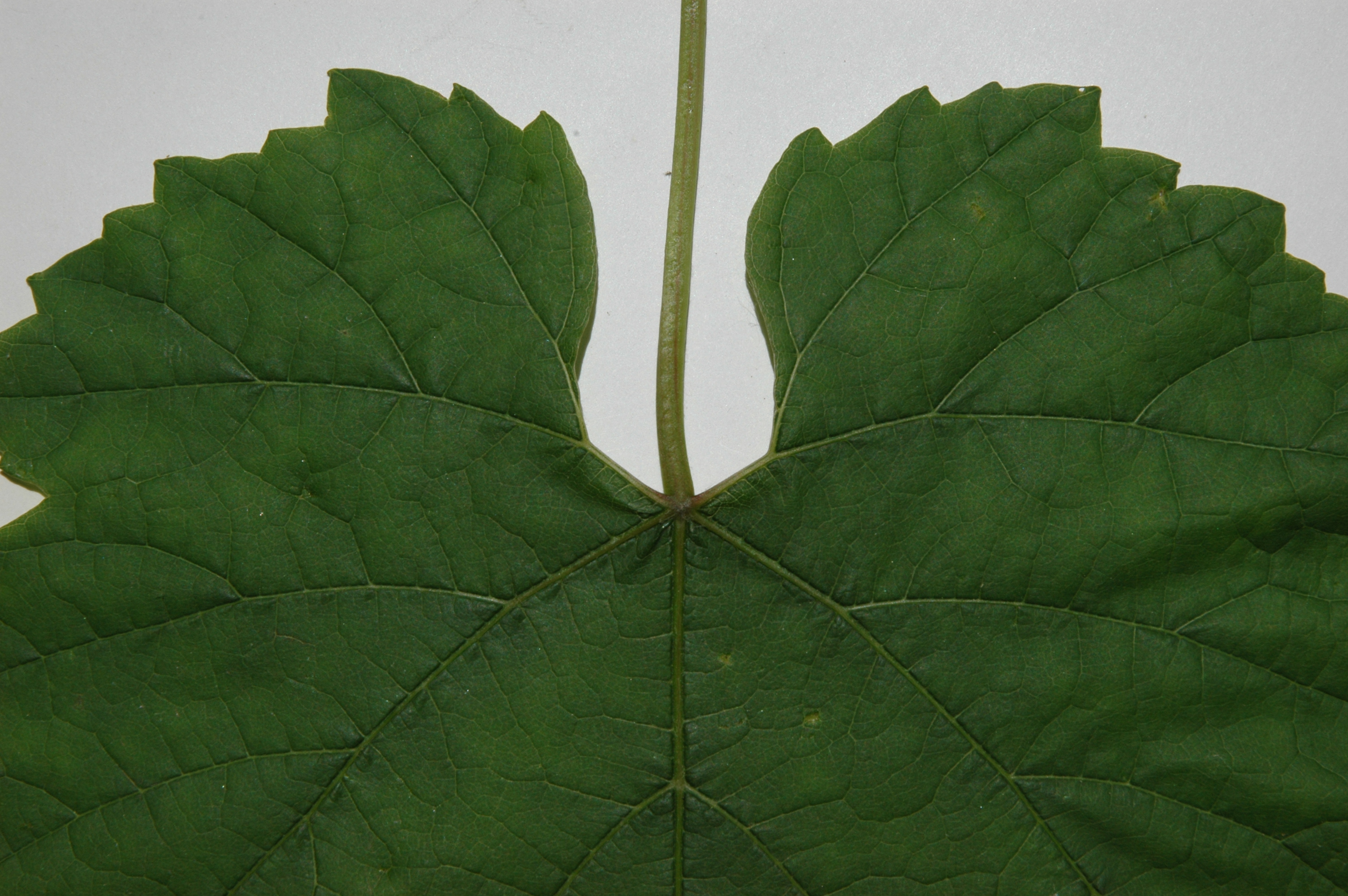
U- bis V-förmig offene und nackte (beidseitig von Nerven begrenzt) Stielbucht von Chardonnay
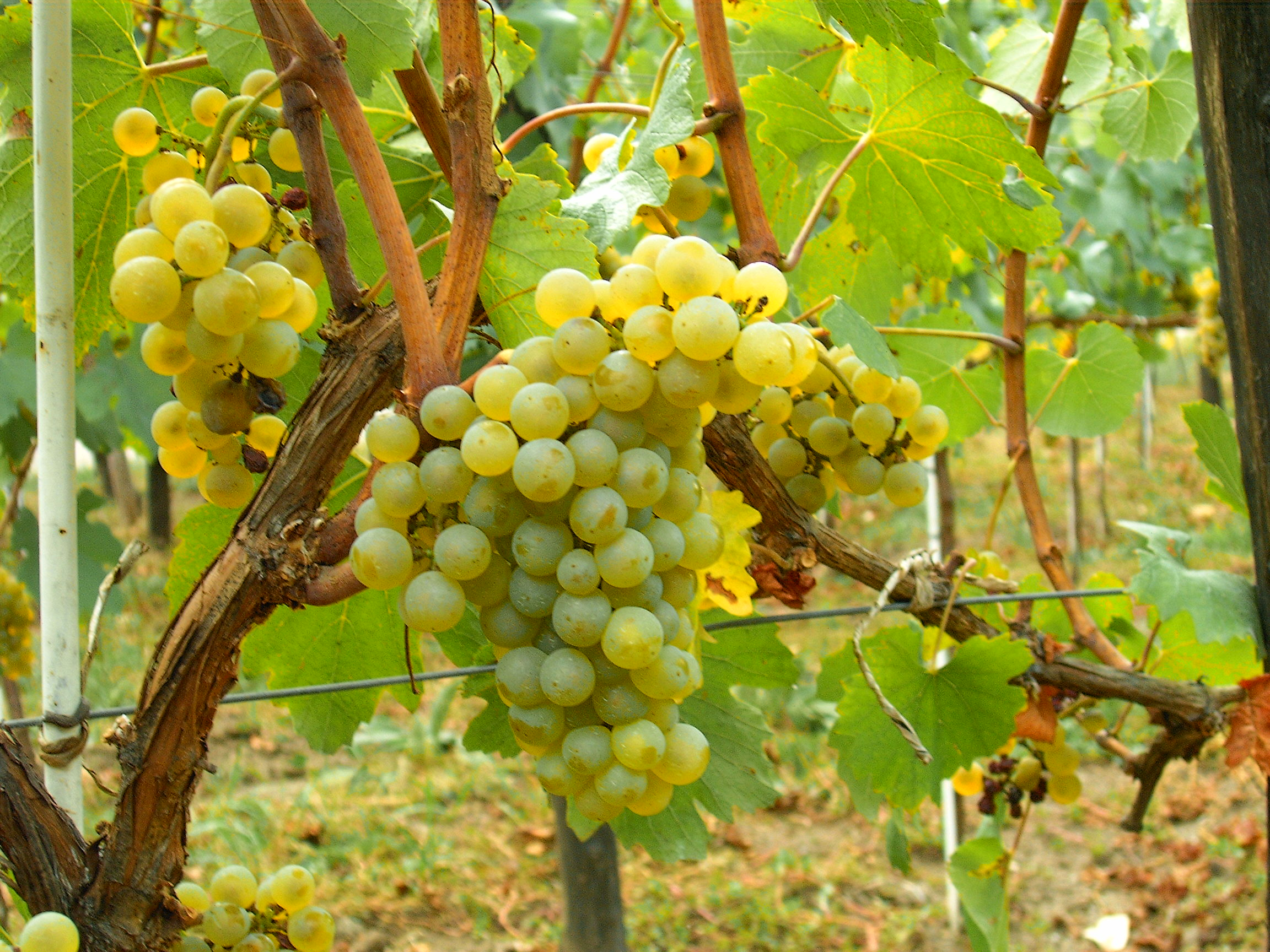
Traube – Chardonnay

- Die Triebspitze ist gelblich-grün und schwach wollig behaart.
- Die Blätter sind mittelgroß und rund, dreilappig, kaum gebuchtet, Blattrand gesägt. Die Stielbucht ist v-förmig offen.
- Die Trauben sind mittelgroß und leicht geschultert, lockerbeerig mit hellgelben, dünnschaligen Beeren die in der Vollreife bräunlich gefärbt sind. Bei intensiver Sonneneinstrahlung kann es zum Einschrumpfen der Beeren kommen. Der Geschmack der Beeren ist fruchtig süß.

Reife: Früh – vor Weißer Burgunder

## Ertrag
Der Ertrag ist mittelhoch und wegen der Blüteempfindlichkeit unregelmäßig. Das Ertragsniveau liegt unter dem Ertrag von Weißen Burgunder und Chardonnay.

## Ansprüche
Die Ansprüche an die Lage sind mittel bis hoch – ähnlich dem Weißen Burgunder.

## Vor- und Nachteile
Vorteile
- Wegen der frühen Reife sind höhere Mostgewichte möglich.

Nachteile
- Ist wegen seiner dünnen Beerenschalen sehr anfällig auf Beerenfäulnis.
- Besitzt eine Neigung zum Verrieseln der Blüten.
- Spätfrostempfindlich

## Wein
Die Weine sind burgunderähnlich, aber körper- und bukettreicher bei niedrigen Säuregehalten. Der Wein wird auch zum Verschnitt mit anderen Burgundersorten verwendet.

## Verbreitung

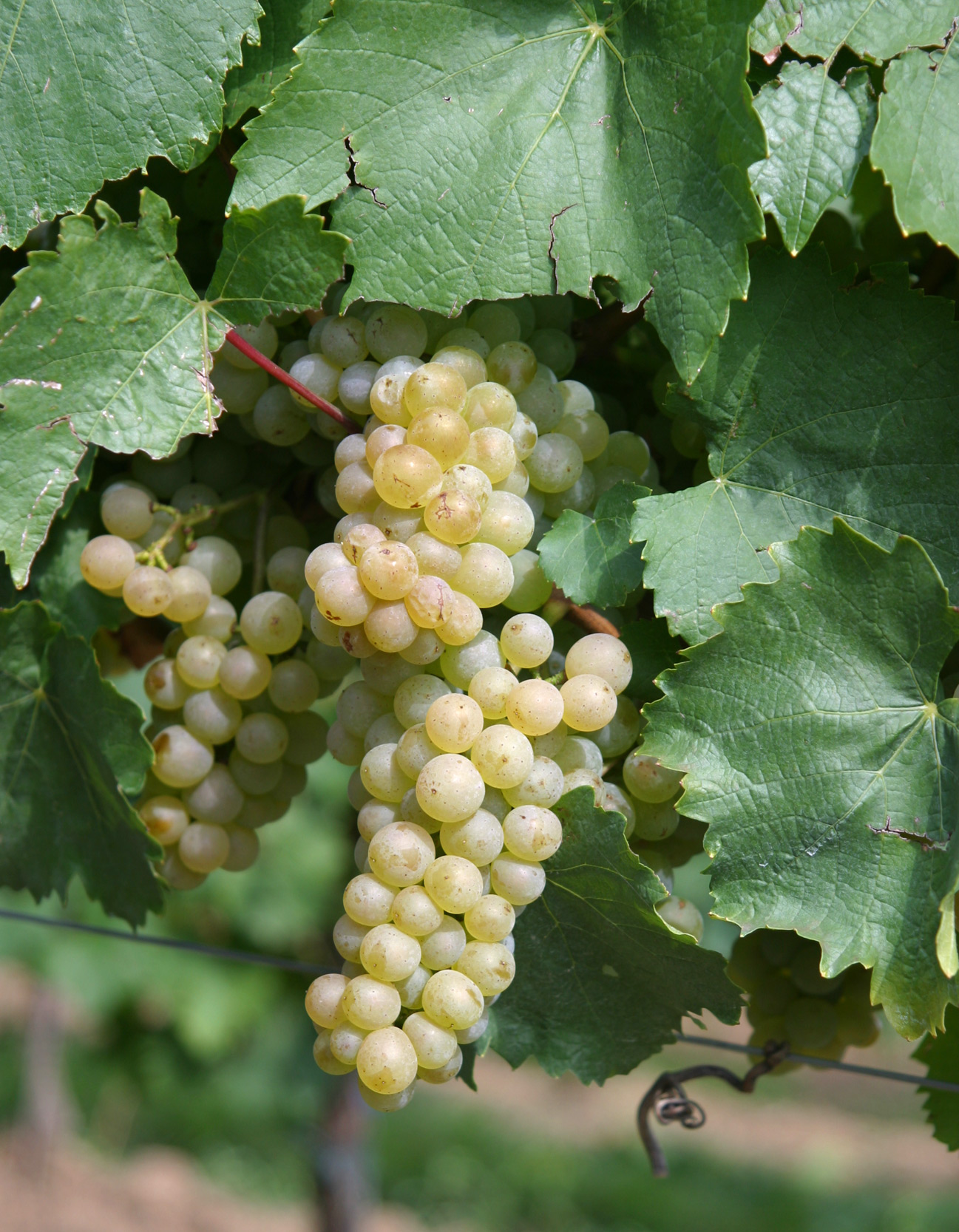
Blätter und Trauben der Rebsorte Auxerrois

Die Verbreitung der Rebsorte wird mit der Vertreibung der Hugenotten – wie die Protestanten damals in Frankreich genannt wurden – aus Frankreich ab dem Jahr 1685 in Verbindung gebracht. Naheliegend ist, dass die Vertriebenen die Sorte mit in ihrem Gepäck hatten und sie in ihren neuen Siedlungsgebieten anpflanzten.
Die weltweite Verbreitung der Sorte beträgt 2.785 ha bestockter Rebfläche (2010).
Man findet sie heute an der luxemburgisch-deutschen Mosel und in Frankreich im Elsass. In Frankreich gab es im Jahr 2007 insgesamt 2.330 ha, In Luxemburg 184 ha. Kleine Bestände gibt es auch in der Schweiz (3,2 Hektar, Stand 2013).
In Deutschland ist die Sorte in Baden, an der Obermosel und in der Pfalz vertreten. In Baden ist die Sorte hauptsächlich im Kraichgau und am Bodensee zu finden. Außerdem gibt es auch kleinere Bestände in der Saale-Unstrut-Region sowie in Franken.
| Anbaugebiet               | Fläche in ha |
| Deutschland               | 236          |
| Rheinland-Pfalz           | 130          |
| Pfalz                     | 74           |
| Mosel                     | 22           |
| Rheinhessen               | 27           |
| Nahe                      | 6            |
| Baden-Württemberg         | 77           |
| Baden                     | 76           |
| Württemberg               | 2            |
| Saarland                  | 17           |
| Bayern (Franken)          | 2            |
| Hessen                    | 4            |
| Rheingau                  | 3            |
| Hessische Bergstraße      | 1            |
| Thüringen (Saale-Unstrut) | 5            |

## Synonyme
Die Rebsorte Auxerrois ist auch unter folgenden 23 Synonymen bekannt: Aucerot, Auxera, Auxerois, Auxerrois Bijeli, Auxerrois Blanc, Auxerrois Blanc de Laquenexy, Auxerrois Blanc Von Laquenezy, Auxerrois de Laquenexy, Auxerrois Gris, Auxois, Auzerrois Blanc, Blanc de Kienzheim, Blanc de Laquenexy, Ericey de la Montee, Gelber Auxerrois, Kleiner Heunisch, Oinot Auxerrois, Okseroa, Pinot Auxerois, Pinot Auxerrois, Pinot Blanc Precoce, Riesling Jaune de la Moselle, Weisser Auxerrois.
Im südwestfranzösischen Anbaugebiet Cahors wird auch die rote (!) Rebsorte Malbec als Auxerrois bezeichnet.